# Уткино (Великоустюгский район)
У́ткино — деревня в Великоустюгском районе Вологодской области.
Входит в состав Покровского сельского поселения, с точки зрения административно-территориального деления — в Покровский сельсовет.
Расстояние по автодороге до районного центра Великого Устюга — 20,5 км, до центра муниципального образования Ильинского — 9,5 км.
По переписи 2002 года население — 7 человек.
По состоянию на 1 января 2014 года население составляло 6 человек, количество домохозяйств — 2.